# 文理佐藤学園学園長汚職事件
文理佐藤学園学園長汚職事件（ぶんりさとうがくえんがくえんちょうおしょくじけん）は、日本の学校法人で起きた汚職事件。

## 概要

### 事件の発覚
2015年9月2日に、埼玉県狭山市に所在する学校法人文理佐藤学園の学園長が、2012年から2015年にかけて経費を私的に流用していたということが明らかとなった。流用の内容は、児童の修学旅行に同行した際などに私的にテーマパークやカジノやミュージカルに出かけてというものであった。この時点では少なくとも1,000万円が流用されていたことが明らかとなった。このことに対して学校法人文理佐藤学園は調査委員会を設置して調査をした結果。高額で合理的ではない出張費があったと結論付けられて、学園長には今後返金を求めることにした。学校法人文理佐藤学園が設置している西武学園文理小学校で毎年行われている修学旅行というのは、5年生が英国を2週間、6年生が米国を1週間訪れるというものであった。2014年の米国への修学旅行には学園長も同行して、それから34日間に渡って渡米していた。この時には私的にディズニーランドやラスベガスのカジノやサンフランシスコのヨセミテ国立公園などを訪れて、この際に学園長は約1,700万円の経費を費やしていた。2015年2月には研修先を開拓するということを名目として単身で渡米して、23日間の行程でミュージカルの鑑賞などをして、約600万円を費やしていた。

### 事件から
2015年9月4日には学校法人文理佐藤学園では記者会見が行われる。ここでは理事長は、学園長は約1480万円を不正に支出していたことを明らかにした。学校法人文理佐藤学園での全ての役職を辞任する意向であるということも明らかにした。この記者会見には学園長は欠席であったのだが、それは転んで頭を打ったために入院中であったからとのこと。ここで明らかになった流用の内容は、学園長は2012年7月から2015年2月にかけて英国や米国に計9回にわたり最長で50日の出張を行っていた。内規では出張の経費が定められていたものの、約930万円が内規を超えて支出されていた。学校法人名義のクレジットカードを自由に使うことができており、アクセサリーや宝石など私的に使用されていたのが約550万円あった。この記者会見では担当者は、領収書を提出しないで使用し続ける法人カードを持っていたのは理事長と学園長のみで、要望があったために持つことになっていたことを明らかにした。正規の手続きを経ないで海外視察が行われており、このようなことが行われるようになっていたのは学園の職員の間では理事長の子供であるという思いがあったためであるとされた。学園長が流用した資金は理事長が弁済したのであるが、理事長は自らの資金で弁済して学園の資金では弁済していないことを強調した。行われていた海外出張というのは名ばかりで、実際は遊学であった。このことについて理事長は、晩節を汚してしまったとした。
この事件というのは、学校法人文理佐藤学園の内部の関係者が文部科学省に告発して、そこから大手の新聞社も知ることとなっていた。2014年に米国への修学旅行に同行した際には34日間米国に滞在してディズニーランドやラスベガスに行き、さらにはニューヨークまでも行きブティックや宝石を購入していた。これらの支払いには学校法人のクレジットカードや修学旅行の積立金までも使い込んでいた。学園長は英語が苦手であったために、海外に行く際には常に通訳を同行させていた。職員会議では実らない話ばかりで、何かあればすぐに怒鳴っていた。
2015年11月25日には学校法人文理佐藤学園は、流用していた学園長を懲戒解雇にしたということが明らかとなった。そして流用していた金額というのは、5,000万円以上にものぼるということが明らかとなった。同年9月に発表された調査結果では不正に流出した金額は約1480万円以上であったのだが、それから調査をする対象期間を広めて調査を行った結果、不正に流用していたのは5,000万円以上であったということが明らかとなっていたのであった。翌11月26日には学校文理佐藤学園で記者会見が開かれる。これによると、2009年以降に学園長によって約1億1,500万円の支出が行われており、このうちの約5,600万円が不適切であったということが発表された。常務理事であった学園長の母を諭旨解雇にして、学校法人文理佐藤学園は問題の背景には同族経営があったために、同族経営を廃止にするということも発表された。父であった理事長はこれ以降は学校運営からは離れることとしたが理事長の地位には留まり続けることにして理事長報酬の半分を2年間返上することとした。同年11月12日に開かれた理事会で学園長は懲戒解雇にされていた。同日に学園長の母であった常務理事は諭旨解雇にされていたのだが理由は勝手に理事調印を押すということをしていたためであった。
2015年12月24日には、学校法人文理佐藤学園の学園長であった人物は関東信越国税局から税務調査を受けて、流用していた資金というのは給与に該当するとされて、重加算税を含めて源泉所得税約2400万円を追徴課税されたということが明らかとなった。国税局は2015年までの7年間に出張経費などとしていた支出のうちから流用していたのは約7500万円にのぼると認定していた。